# Amnios
L'amnios è un annesso embrionale che forma una sacca membranosa che circonda e protegge l'embrione. È presente nei rettili, uccelli e mammiferi, chiamati quindi Amniota; non è presente negli anfibi e nei pesci, chiamati quindi anamni.

## Nell'uomo

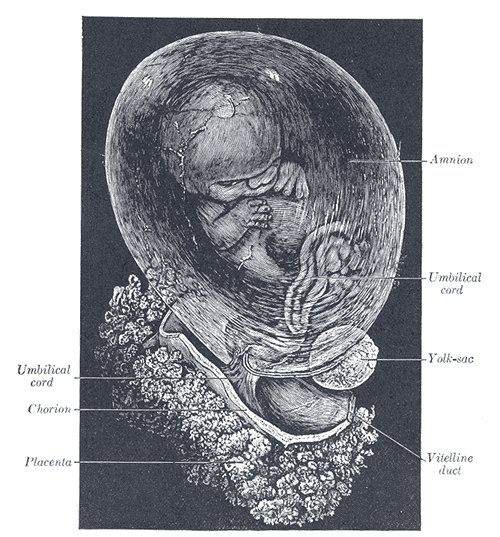
Feto di 8 settimane racchiuso nell'amnios

Nell'embrione umano gli stadi più precoci della formazione dell'amnios non sono stati osservati; nel più giovane embrione studiato l'amnios era già presente in forma di una sacca chiusa apparendo nella massa cellulare interna come una cavità. Questa cavità presenta in alto un singolo strato di cellule ectodermali appiattite, l'ectoderma amniotico, mentre il pavimento è costituito dall'ectoderma prismatico del disco embrionale. Esternamente all'ectoderma amniotico vi è uno strato sottile di mesoderma, in continuità con quello appartenente alla somatopleura ed è direttamente connesso con linea mesodermica del corion.
La sua formazione è imputabile principalmente alla secrezione attiva da parte della membrana amniotica, alle vie urinarie del feto e a quelle respiratorie, oltre che ad altri organi fetali. Poiché l'amnios è continuamente ricambiato, il suo riassorbimento avviene per mezzo degli apparati respiratori del feto, per deglutizione o per intermediazione della membrana amniotica stessa.
Appena formatosi, l'amnios è in contatto con il corpo dell'embrione ma, dopo circa quattro-cinque settimane ha inizio l'accumulo del liquido amniotico che aumentando in volume provoca l'espansione dell'amnios sino a farlo aderire alla superficie interna del corion.
La rottura dell'amnios normalmente avviene a termine di gravidanza, ma può succedere che avvenga anticipatamente, portando complicanze per la madre (rischio di infezioni e distacco della placenta) e per il nascituro (oligoidramnios, prematurità, infezioni, sofferenza fetale).
La quantità di liquido amniotico aumenta fino al sesto-settimo mese di gravidanza, prima di diminuire lievemente; alla fine della gravidanza la quantità di liquido sarà pari a circa 800 ml. La presenza del liquido consente libertà di movimento al feto durante gli ultimi stadi della gravidanza, riducendo nel contempo il rischio di danni e traumi: esso ha quindi una funzione meccanica, come visto, ma ha anche una funzione immunologica e biochimica.
Nel liquido amniotico vi è anche una parte solida (circa 1%), costituita di urea, sali inorganici, una piccola quantità di proteine, tracce di zuccheri e ormoni, oltre a un accumulo di cellule esfoliate derivate dall'epitelio del feto e dalle sue mucose e soprattutto preziosissime e rare cellule staminali amniotiche.

### Aristotele e il sesso degli embrioni
Aristotele, il grande filosofo naturalista greco, credeva che l'embrione umano di sesso maschile si formasse più rapidamente rispetto a quello femminile: in particolare, che l'embrione maschile, attorno al quarantesimo giorno di gestazione, fosse completo di tutti gli organi, mentre l'embrione femminile risultasse completo solo superato il quarto mese di gestazione (cfr. Historia animalium, in particolare 583 b). Per le sue osservazioni, egli aveva a disposizione solo i feti abortiti: è stata avanzata l'ipotesi che probabilmente egli abbia commesso l'errore di identificare ciò che resta della piega amniotica al quarantesimo giorno con il pene. In questo modo tutti gli embrioni sani gli sarebbero sembrati maschi, mentre quelli che si sviluppavano in modo anomalo e sui quali non era visibile alcun residuo della piega amniotica li avrebbe considerati femmine.

## Nei rettili, uccelli e molti mammiferi
Nei rettili, negli uccelli e in molti mammiferi l'amnios si sviluppa con la seguente modalità: nel punto di costrizione in cui il tubo digerente primitivo dell'embrione incontra il sacco vitellino, ha origine una piega della somatopleura verso l'alto. Questa, la piega amniotica, compare inizialmente sull'estremità cefalica e in seguito su quella caudale e sui lati dell'embrione, e proliferando sempre più, le differenti parti si incontrano e si fondono sulla parte dorsale dell'embrione, costituendo così una cavità, la cavità amniotica. Dopo la fusione dei bordi della piega amniotica, i due strati della piega si separano completamente; quello più interno costituisce l'amnios e quello esterno il falso amnios. Lo spazio tra amnios e falso amnios costituisce il celoma extraembrionale, e per un certo lasso di tempo comunica con il celoma embrionale.

## Cellule staminali amniotiche
Numerose ricerche hanno dimostrato anche l'esistenza di cellule staminali totipotenti, molto simili alle cellule embrionali ma che possono essere utilizzate senza i problemi etici connessi alla distruzione di un embrione. Recentemente è stato anche dimostrato che le cellule staminali amniotiche possono addirittura ridiventare cellule staminali embrionali, con tutte le caratteristiche biologiche delle staminali embrionali ma senza i problemi etici e di stabilità genomica delle embrionali stesse . Si tratta delle cellule staminali amniotiche, potenzialmente utili in futuro per la cura di molte patologie e che possono essere ricavate dal campione residuo prelevato per l'esame di diagnosi prenatale: l'amniocentesi.
Alcune banche private nel mondo propongono la conservazione a pagamento a uso autologo delle cellule staminali amniotiche ossia per le esigenze del nascituro: la pratica, tuttavia, è generalmente limitata alle donne gravide che devono già sottoporsi ad amniocentesi.
Numerosissimi studi sono in corso per esplorare le molte possibilità di impiego, dalle malattie degenerative alla chirurgia ricostruttiva, dai problemi cardiaci a quelli della retina.